# لاين بلاك
لاين بلاك هو سياسي كندي، ولد في 1967 في وينيبيغ في كندا. حزبياً، نشط في BC United ‏.